# Pietro Stefaneschi
Pietro Stefaneschi (Florença, 1386 - Roma, 30 de outubro de 1417) foi um cardeal do século XV.

## Primeiros anos
Nasceu em Trastevere em Década de 1360 ou 1370. Dos signori de Molara. Filho de Annibale Stefaneschi. Seu sobrenome também está listado como Stefaneschi Annibaldi; como Stephaneschi; como Estéfanescis; e como Stephani. Foi chamado de Cardeal de Roma ou de Santo Ângelo.
Nomeado pelo Papa Bonifácio IX acólito da capela papal no final da adolescência. Apostólico protonotário.
Criado cardeal diácono de S. Ângelo em Pescheria no consistório de 12 de junho de 1405. Participou do conclave de 1406 , que elegeu o Papa Gregório XII. Vigário de Roma durante a ausência do Papa Gregório XII com um subsídio de 500 escudos por mês. Participou do Concílio de Pisa. Participou do conclave de 1409 , que elegeu o antipapa Alexandre V. Optou pela diaconia de Ss. Cosma e Damiano, 2 de julho de 1409. Participou do conclave de 1410 , que elegeu o antipapa João XXIII. Optou pela diaconia de S. Ângelo em Pescheria, novamente, em 1410. Legado a latere em Nápoles, 25 de novembro de 1413. Vigário de Roma, para os assuntos espirituais e temporais, e legado a latere , do antipapa João XXIII na época do Concílio de Constança; ele recebia um subsídio de 400 escudos por mês.
Administrador da Sé de Nebbio, 20 de março de 1415.
Morreu em Roma em 30 de outubro de 1417. Sepultado na igreja de S. Maria in Trastevere, Roma